# Цемах Володимир Борисович
Володимир Борисович Цемах (позивний «Борисич»; нар. 4 липня 1961, Сніжне) — проросійський бойовик терористичної організації «Донецька народна республіка», український колаборант із Росією, колишній радянський військовик. У 2014 — командир роти протиповітряної оборони «ДНР» у місті Сніжне, брав участь у бойових діях у районі, звідки було збито Boeing 777 рейсу MH17.
У червні 2019 року Служба безпеки України, під час спецоперації, затримала Цемаха у Сніжному та вивезла з окупованої території. Перебував під слідством у Києві, проте 5 вересня суд відпустив Цемаха з-під арешту, а 7 вересня його передали в Росію в рамках обміну полоненими.[⇨]

## Життєпис
Народився 4 липня 1961 у м. Сніжне. Закінчив Полтавське вище зенітне ракетне командне училище.
Служив у Збройних силах СРСР, брав участь у бойових діях під час військової інтервенції СРСР до Афганістану, де був оператором або командиром самохідної зенітної установки ЗСУ-23-4.

### Війна на сході України
З весни 2014 року брав активну участь у бойових діях війни на сході України на боці проросійських сил «Донецької народної республіки» — організації, яку Україна визнає терористичною. Перша бойова посада, за даними тогочасного міністра оборони «ДНР» Ігоря Гіркіна («Стрєлкова»), — командир розрахунку мобільних установок ЗУ-23-2 в районі селища Семенівка у ході боїв за Слов'янськ.
Був командиром окремої роти протиповітряної оборони в місті Сніжне від її формування 7 червня 2014. Саме з району міста Сніжне (смт Первомайський), за версією слідства, 17 липня 2014 було збито Boeing 777 рейсу MH17.
У російському пропагандистському відео Цемах особисто проводив знімальну групу місцями катастрофи малайзійського «Боїнга» та розповідав про збиття Су-25 (яке відбулося 16 липня). З його розповіді Bellingcat зробив припущення, що Цемах має інформацію про пересування та безпосередньо брав участь у приховуванні після катастрофи ЗРК «Бук», з якого і було збито «Боїнг».
За даними українського журналіста Юрія Бутусова, рота Цемаха протягом липня — серпня 2014 року спільно зі Збройними силами Росії атакувала літаки та вертольоти Збройних сил України. За інформацією Бутусова, на посаді командира роти Цемах знав польових командирів бойовиків у районі міста Сніжне та володів інформацією про роль Гіркіна («Стрєлкова») та російських військових у боях на українсько-російському кордоні.
Згідно зі свідченнями Гіркіна («Стрєлкова»), рота Цемаха протягом липня — серпня 2014 року мала на озброєнні кілька розрахунків ЗУ-23-2 та зенітних установок НСВ-12,7 «Утьос», проте не мала озброєння, здатного збити «Боїнг».
За даними видання «TheБабель», Цемах організовував постачання військової техніки, важкого озброєння, стрілецької зброї та боєприпасів з Росії на територію Донецької області та їх розподіл серед бойовиків «Донецької народної республіки» в місті Сніжне.
За інформацією Бутусова, на відзнаку за успішну службу влітку 2014 Цемах у жовтні 2014 отримав звання підполковника та був підвищений до заступника командира бригади з ППО 1-ї окремої мотострілецької бригади 1-го армійського корпусу Збройних сил Росії на Донбасі.
У березні 2015 Цемаха звільнили та спрямували на облік у військовий комісаріат «ДНР» міста Донецька. У березні 2017 був призначений заступником командира батальйону військової частини 08819, однак згодом достроково звільнений у запас за віком.

### Затримання та арешт
27 червня 2019 у рамках спецоперації СБУ Цемах був затриманий у стані алкогольного сп'яніння у власній квартирі в тимчасово окупованому Сніжному та вивезений на контрольовану Україною територію через Мар'їнку. За даними видання «Петро і Мазепа», операція готувалася силами Контррозвідки СБУ впродовж 2 років: затримання і вивезення здійснювали також агенти — попередньо завербовані в Росії громадяни України. Різні джерела згодом також повідомили, що в операції із затримання Цемаха брала участь також військова розвідка України, під час якої смертельних поранень зазнав старший сержант 74-го розвідувального батальйону Олександр Колодяжний, а також втратив ногу солдат Дмитро Гержан — виходячи з окупованої території в районі Мар'їнки, вони зачепили протипіхотні міни.
28 червня Цемах був доставлений до Києва, а вже наступного дня Шевченківський районний суд міста Києва арештував його на два місяці. Проти нього були висунуті звинувачення за статтею 258-3 ч. 1 Кримінального кодексу України («Створення терористичної групи чи терористичної організації», від 8 до 15 років позбавлення волі).
До справи Цемаха значний інтерес проявила прокуратура Нідерландів, яка вважає Цемаха цінним свідком у розслідуванні збиття малайзійського «Боїнга». Вважається, що покази Цемаха в суді в Нідерландах можуть підвищити легітимність слідства, оскільки на вересень 2019 року він був єдиним доступним свідком, безпосередньо причетним до бойових дій на місці та в час збиття літака, міг мати інформацію і про конкретні події, і про ланцюжок командування.
Як заявив згодом Цемах, слідчі Австрії та Нідерландів пропонували йому громадянство Голландії та участь у програмі захисту свідків в обмін на свідчення.
5 вересня Цемаха відпустили з-під арешту, хоча за 2 дні до того, 3 вересня, суд продовжував арешт Цемаха. Звільнення відбулося внаслідок клопотання адвоката. На Цемаха поклали певні особисті зобов'язання — зокрема, з'являтися за викликом суду, але не вдягли електронний браслет. Прокуратура вимагала залишити Цемаха під арештом, заявляючи, що він може втекти. Представник прокуратури Олег Пересада сказав, що тепер Цемах буде «достатньо складнодоступний для міжнародної спільної слідчої групи».

### Передача в Росію й подальша доля
Президент Росії Путін від початку переговорів з Президентом України Зеленським щодо обміну полоненими наполягав на передачі Цемаха. Перед видачею з Цемахом були проведені слідчі дії, зокрема за участю нідерландської сторони, на чому наполягали європейські лідери у переговорах із Зеленським.
7 вересня 2019 року був переданий в Росію в рамках обміну полоненими у форматі «35 на 35».
10 вересня 2019 року Цемах повернувся в ОРДЛО, про це повідомила його донька Марія Левченко-Цемах.
Микола Полозов, адвокат звільнених українських моряків, заявив, що Росія може видати Цемаха Нідерландам в рамках їхнього розслідування збиття «Боїнга» Малазійських авіаліній, адже він не є громадянином Росії.
11 вересня депутат Європарламенту від Нідерландів Каті Пірі повідомила, що Нідерланди перекваліфікували Володимира Цемаха, якого раніше вважали ключовим свідком у справі про знищення малайзійського літака MH17, у підозрювані. Згодом уряд Нідерландів звернувся до прокуратури РФ з проханням сприяти в пошуках Цемаха, щоб голландські могли його допитати.
7 листопада адвокат Цемаха заявив, що Володимир готовий дати свідчення в справі про збиття літака нідерландським слідчим, вимагаючи, щоб це відбувалося в окупованому російськими та проросійськими бойовиками Донецьку.
3 грудня СБУ оголосила Цемаха в розшук. Вказано, що датою зникнення вважається 23 вересня, а запобіжний захід йому не обирався. На вимогу Нідерландів щодо видачі Цемаха представник МЗС РФ Марія Захарова заявила, що для цього «відсутня переконлива доказова база». За її словами, прокуратурою Нідерландів Цемаха не було оголошено в розшук, та не було внесено до бази Інтерполу для розшуку.
17 листопада 2022 року суд у Нідерландах оголосив заочний вирок — довічне ув'язнення трьом обвинуваченим у причетності до збиття Боїнга рейсу MH17 над Донбасом у липні 2014 року — Сергію Дубинському (позивний "Хмурий"), Ігорю Гіркіну (позивний "Стрелков") та Леоніду Харченку (позивний "Крот"). Володимира Цемаха серед обвинувачуваних не було.